# Ernesto Contreras

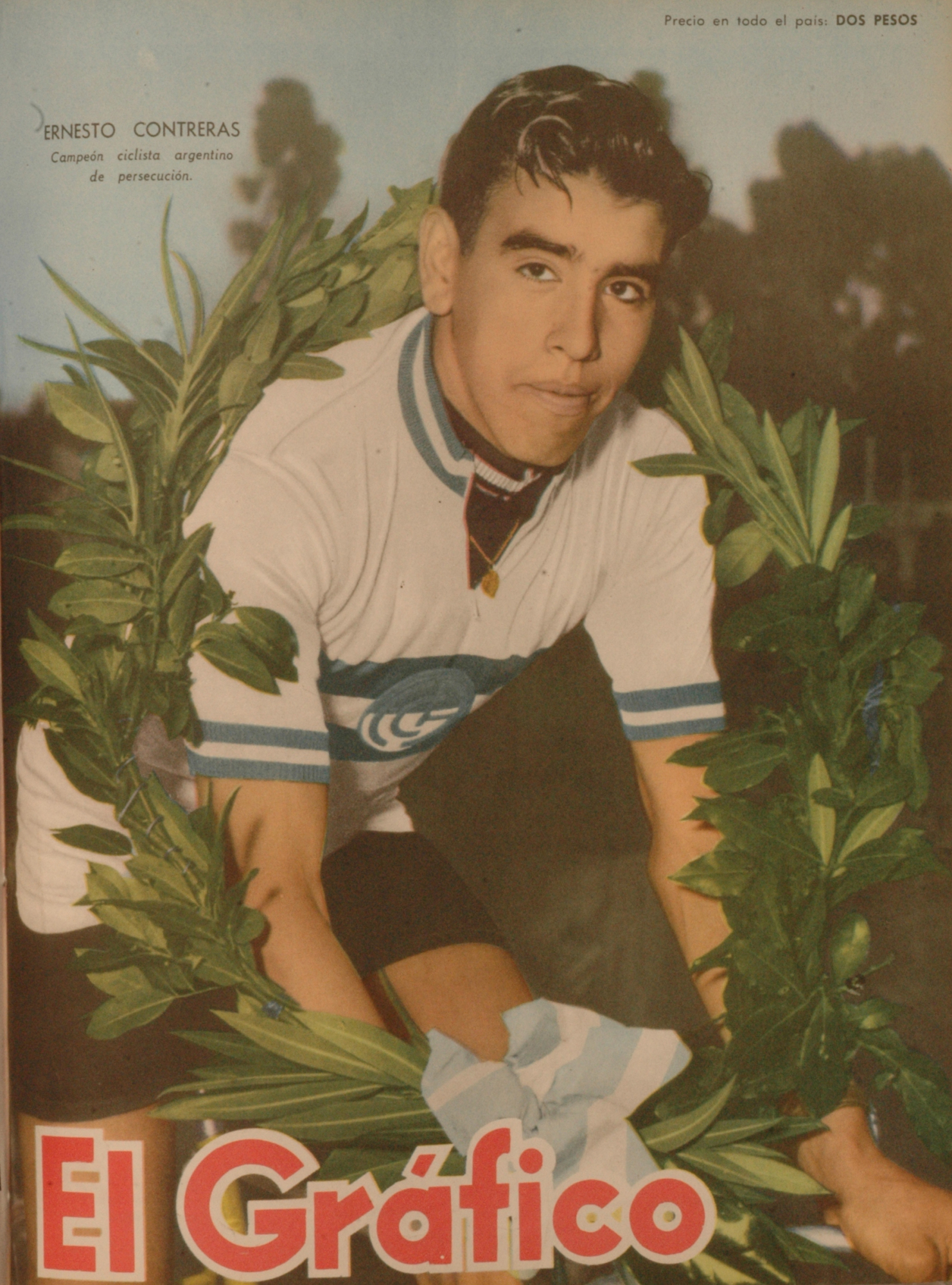
Ernesto Contreras

Ernesto Antonio Contreras Vásquez (* 19. Juni 1937 in Medrano (Mendoza); † 25. Oktober 2020 ebenda) war ein argentinischer Radrennfahrer und nationaler Meister im Radsport.

## Sportliche Laufbahn
Contreras war Teilnehmer der Olympischen Sommerspiele 1960 in Rom. Dort startete er im Bahnradsport. Er bestritt mit dem Vierer Argentiniens die Mannschaftsverfolgung. Das Team mit Alberto Trillo, Ernesto Contreras, Héctor Acosta und Juan Brotto belegte den 5. Platz.
Contreras war auch Teilnehmer der Olympischen Sommerspiele 1964 in Tokio. Er bestritt mit dem Bahnvierer Argentiniens die Mannschaftsverfolgung. Sein Team mit Carlos Miguel Álvarez, Ernesto Contreras, Juan Alberto Merlos und Alberto Trillo belegte den 5. Platz.
1968 startete er bei den Sommerspielen in Mexiko-Stadt. In der Mannschaftsverfolgung schied Argentinien in der Besetzung Ernesto Contreras, Juan Alberto Merlos, Roberto Breppe und Carlos Miguel Álvarez in der Qualifikation aus. Auch im Straßenradsport war er am Start. Im Mannschaftszeitfahren kam das Team mit Juan Alberto Merlos, Carlos Miguel Álvarez, Roberto Breppe und Ernesto Contreras auf den 7. Rang.
Contreras war mehrfacher argentinischer Meister im Radsport. Von 1956 bis 1963 gewann er den nationalen Titel in der Einerverfolgung. 1961 gewann er die argentinische Meisterschaft im 1000-Meter-Zeitfahren. 1959 siegte er in der Meisterschaft im Straßenrennen. 1970 und 1971 konnte er den Titel erneut gewinnen.
1968 gewann er bei den UCI-Bahn-Weltmeisterschaften in der Mannschaftsverfolgung die Silbermedaille mit Carlos Miguel Álvarez, Juan Alves und Juan Alberto Merlos.
Bei den Panamerikanischen Spielen holte er 1963 die Silbermedaille er in der Mannschaftsverfolgung.